# Schweizer SGS 2-25
El Schweizer SGS 2-25 fue un planeador deportivo biplaza de ala media, construido por la estadounidense Schweizer Aircraft de Elmira (Nueva York).
El 2-25 fue diseñado específicamente para competir en el Campeonato Mundial de Vuelo a Vela celebrado en Great Hucklow, Reino Unido, y también fue volado en el Campeonato Mundial celebrado en 1956. No hubo suficiente demanda de mercado para producir el avión, y solo se produjo un ejemplar.

## Diseño y desarrollo

### Antecedentes
En 1954, por primera vez en un Campeonato Mundial de Vuelo a Vela, se disputó una clase para planeadores biplaza. Cada país podía presentar dos planeadores monoplaza y un biplaza.
Schweizer Aircraft proporcionó todos los planeadores del equipo estadounidense: el único Schweizer SGS 1-23E fue construido específicamente para Paul MacCready, un Schweizer SGS 1-23D para Paul A. Schweizer y el SGS 2-25 para que fuera volado por Stan Smith y Bob Kidder. La pequeña flota fue enviada al Reino Unido por barco desde Montreal, con destino Liverpool.

### Desarrollo
El 2-25 era un proyecto nuevo, un velero biplaza de altas prestaciones. Schweizer esperaba mostrarlo en el Campeonato Mundial y luego fabricar copias para su venta.
Schweizer construyó el 2-25 en el invierno de 1953-54, y estuvo listo para volar en la primavera siguiente.
El avión era de construcción enteramente metálica y era el mayor planeador que la compañía había construido hasta la fecha. El 2-25 tenía una envergadura de 18,29 m y un peso cargado de 657 kg. Tenía spoiler triples, dos en la parte superior y otro en la inferior de cada ala.
Debido a la falta de pedidos para el diseño, nunca fue certificado y el único ejemplar fue volado en la categoría "experimental", matriculado como N91892.

## Historia operacional

### Campeonatos Mundiales de 1954
Stan Smith y Bob Kidder volaron el SGS 2-25 en el Campeonato Mundial de Vuelo a Vela en el Derbyshire and Lancashire Gliding Club de Great Hucklow, Reino Unido, celebrado entre el 20 de julio y el 4 de agosto, y acabaron terceros de nueve veleros biplaza.
La competición estuvo plagada de dificultades. Aunque los Estados Unidos enviaron un equipo completo para competir, incluyendo un gerente/meteorólogo y un gerente auxiliar, la recaudación de fondos no tuvo éxito y la mayoría de los miembros del equipo hubo de pagarse el pasaje a Gran Bretaña para competir. El concurso presentó el peor clima registrado en más de cincuenta años. El mismo se desarrolló durante 14 días, pero solo 4 fueron días de concurso volables, debido a la lluvia y a las nubes bajas. Antes de que comenzara el concurso, los pilotos de la competición estuvieron volando las rutas con un avión ligero para familiarizarse. El techo y la visibilidad eran tan pobres que cuatro pilotos a bordo se perdieron repetidamente durante el vuelo.
La competición abrió con dos días buenos de vuelo, seguidos por una semana de lluvia. Al final del segundo día de concurso, Kidder y Smith estaban en el segundo lugar. En el tercer día de concurso, completaron el mejor vuelo del día. Desafortunadamente, el vuelo fue invalidado, ya que no hubo suficientes concursantes que finalizaran las tareas para validarlo.
Cuando aterrizaban al final del tercer día, Kidder y Smith posaron el 2-25 en un pequeño campo inglés y resultó dañado. El SGS 2-25 no pudo pararse en los límites del campo y colisionó contra una pesada valla de madera a final del mismo. Una pesada viga transversal acabó en la parte superior de la cubierta del 2-25, ya que el velero se deslizó bajo la valla. La propia valla no rompió la cubierta, pero no se podía abrir, dejando a la tripulación atrapada en el planeador. Los pilotos tuvieron que solicitar la ayuda de un granjero para retirar la viga de la valla y sacarlos del avión.
Aunque ligeramente dañado, el 2-25 fue finalmente retirado del campo y cargado en su transporte. Cuando el vehículo tractor tuvo que parar para repostar gasolina, la cola y el timón del 2-25 resultaron dañados por la baja cubierta colgante de la estación de repostaje que estaba sobre los surtidores. Esto garantizó que el 2-25 no volara en el concurso de nuevo y se perdiera el último día volable de la competición.

### Proyecto Jetstream de 1955
El SGS 2-25 fue reparado en Schweizer Aircraft y se puso a trabajar en el Proyecto Jetstream. Era un proyecto de investigación conjunto del Centro de Investigaciones Cambridge de la USAF y el Departamento de Meteorología de la UCLA, ideado para recabar un mejor entendimiento de las ondas Lee, y fue volado en las montañas de Sierra Nevada en California.
El 2-25 demostró ser muy útil para el proyecto y se recabaron buenos datos en los muchos días de vuelo en las ondas, incluyendo cuatro días en los que realizaron vuelos de más de 40 000 pies. Las ondas de salto de presión fueron estudiadas como parte del proyecto de 1955.

### Campeonatos Mundiales de 1956
Los Mundiales de 1956 fueron celebrados en Saint-Yan, Francia, donde el SGS 2-25 voló en la categoría biplaza, con Kemp Trager y Gene Miller. El equipo acabó cuarto en este concurso, sin daños en el 2-25.

### Uso por la USAF
El 2-25 fue vendido más tarde a George Arents Jr., quien, tras volarlo algunos años, lo donó al programa de vuelo a vela de la Academia de la Fuerza Aérea de los Estados Unidos. El 2-25 sirvió allí durante muchos años bajo la designación TG-1A. Esta era una nueva serie de designaciones de la USAF y el 2-25 no debe ser confundido con el Frankfort TG-1 de la época de la Segunda Guerra Mundial. El Frankfort TG-1 tuvo la misma designación bajo un anterior sistema de designaciones militares. Aunque en servicio con la USAF, el 2-25 llevaba el registro N225AF.

### Museo
El 2-25 fue donado al National Soaring Museum y actualmente está en préstamo permanente al Museo Nacional de la Fuerza Aérea de Estados Unidos en la Base de la Fuerza Aérea Wright-Patterson en Dayton (Ohio).
Los registros de la Administración Federal de Aviación mostraban al SGS 2-25 como "destruido" en mayo de 2000.

## Operadores
Estados Unidos
- Fuerza Aérea de los Estados Unidos

## Especificaciones
Referencia datos: Jane's All The World's Aircraft 1961–62

### Características generales
- Tripulación: Uno (piloto)
- Capacidad: Un pasajero
- Longitud: 8,5 m (28 ft)
- Envergadura: 18,3 m (60 ft)
- Superficie alar: 21,5 m² (231,4 ft²)
- Perfil alar: NACA 43012A en la raíz, NACA 23009 en punta
- Peso vacío: 332 kg (731,7 lb)
- Peso cargado: 507 kg (1117,4 lb)
- Alargamiento: 15,6:1

### Rendimiento
- Velocidad máxima operativa (Vno): 216 km/h (134 MPH; 117 kt)
- Coeficiente de planeo máximo: 30:1 a 74 km/h
- Tasa de descenso: 0,67 m/s (132 pies/min)

## Aeronaves relacionadas

### Secuencias de designación
- Secuencia Numérica (interna de Schweizer): ← 2-22 - 1-23 - 1-24 - 2-25 - 1-26 - 2-27 - 7-28 →
- Secuencia TG-_ (Planeadores de Entrenamiento estadounidenses, 1962-presente): TG-1 - TG-2 - TG-3 - TG-4  →